# Mavrochóri
Mavrochóri (Mavrochori) är en ort i Grekland.   Den ligger i prefekturen Nomós Kastoriás och regionen Västra Makedonien, i den norra delen av landet, 300 km nordväst om huvudstaden Aten. Mavrochóri ligger 630 meter över havet och antalet invånare är 1 287. Den ligger vid sjön Límni Kastorías.
Terrängen runt Mavrochóri är kuperad åt nordost, men åt sydväst är den platt. Runt Mavrochóri är det ganska glesbefolkat, med 23 invånare per kvadratkilometer. Närmaste större samhälle är Kastoria, 4,9 km väster om Mavrochóri. Trakten runt Mavrochóri består till största delen av jordbruksmark.